# Dászkál István
Dászkál István (Székudvar, 1919. április 25. – Élesd, 2003. június 8.) ordinárius, apostoli protonotárius, a székeskáptalan nagyprépostja és a Nagyváradi római katolikus egyházmegye székesegyházi kanonokja volt.

## Pályafutása
1937-ben Nagyváradon érettségizett a Gozsdu Manó Líceumban. Teológiai tanulmányait Szatmárnémetiben kezdte meg, majd 1939-től Nagyváradon folytatta. 1940-től a budapesti  Központi Papnevelő Intézet növendéke volt. 1943. november 1-jén szentelték pappá Nagyváradon.
Magyarországon, Endrődön volt káplán. 1947-ben Budapesten szerzett teológiából doktorátust, Sík Sándornál írta doktorátusát. 1964-től Nagyvárad-Újváros Szent László templomában volt segédlelkész. 1965-től 1979-ig plébános, amikor Hosszú László ordinárius kinevezte Hutás Pongrác Zoltán O.Praem. kanonok helyére egyházmegyei irodaigazgatónak. 1982. június 27-én nevezték ki általános helynöknek.
1983. szeptember 29-től 1990. május 1-jéig a Nagyváradi latin szertartású katolikus egyházmegye apostoli adminisztrátora volt. Pápai leirattal ismét kettéválasztották a még 1948. április 9-én ideiglenesen egyesített nagyváradi és a szatmári római katolikus egyházmegyéket. (A két egyházmegyét 1948 óta a hatóságok nem ismerték el.) A szatmárit Sipos Ferenc ordinárius substitutus, a váradit Dászkál István ordinárius ad nutum Sancta Sedis vezetik. 
Dászkál István és Budai Márton O Praem kanonok ,a nagyváradi kapucinus templomban román nyelvű szent liturgiát mutattak  be a román ajkú görögkatolikusoknak 1982-től 1990-ig. Dászkál Istvánt 1990. november 2-án az Apostoli Szentszék kinevezte pápai prelátusnak.
Mons. dr. Dászkál István egykori ordinárius boldoggá avatott  Bogdánfi Szilárd vértanú püspök növendéke volt, ezt mondta róla: "Számomra példakép volt. Annál inkább, mert én őutána mentem a budapesti Központi Papnevelő Intézetbe. Igyekeztem megfelelni az általa felállított követelményeknek én is. A tanulásban sikerült, de a lelkiekben messze előttem járt. Nem szoktam nagy szavakat mondani vagy másokat tömjénezni, de Ő szent volt. Naiv, gyermekded lelkülettel rendelkezett, bízott az emberekben. Ez sokszor kárára volt. De nem sajnálta sohasem, hogy másokhoz jó volt."
Nyugdíjba vonulása után, 1990. május 1-jén átköltözött a Kanonok sor 11. szám alá, az emeleti kanonoki lakosztályba, ahol öt szobája volt. Áthordták a holmiját, de halálakor mindenét érintetlenül találták. Nem volt kedve és lelki ereje, hogy új otthonát berendezze. Mást viszont nem engedett, hogy rendet rakjon. 1993-ban kórházba került és innen már Élesdre költözött. Egykori titkára, Kubolák Péter élesdi plébános meghívta magához és ő szívesen igent mondott. Jól érezte magát a családi környezetben, mert a plébános húga, férjével és két kis gyermekével, aki a háztartást is vezette, ott élt a plébánián. Az elkövetkező években állandó lakhelye lett Élesd. Itt élt 2003. június 8-ig, amikor Pünkösd vasárnap hajnalban hosszadalmas gyengélkedés után meghalt életének 85., papságának 60. évében.
2003. június 10-én helyezték örök nyugalomra a nagyváradi székesegyház kriptájába, aki közel hatvan évig szolgálta Krisztust és a római katolikus egyházat. Papként és főpásztorként is hirdette, hogy nemzet és vallás akkor maradhat életben, ha „megmaradunk a kötelességteljesítés útján”. Így méltatta az elhunyt főpapot Fodor József nagyváradi általános püspöki helynök. Tempfli József nagyváradi megyés püspök tartotta a gyászmisét. A székes-bazilikában megtartott gyászszertartáson részt vett Ioan Robu bukaresti és Jakubinyi György gyulafehérvári római katolikus érsek-örmény apostoli kormányzó, Virgil Bercea nagyváradi görögkatolikus püspök, aki román nyelvű gyászszertartást végzett, majd Fejes Rudolf Anzelm váradhegyfoki apát, prépost-prelátus is méltatta egykori hittanárát.
Kutató munkásságában a hagyományok folytatója a Sebes-Körös partján. Főleg a váradi nyomdászat és a nyomdászok története foglalkoztatta. A Művelődés című folyóirat közölte tanulmányait, de papi minőségének jelzése nélkül.

## Emléke
Fodor József vikárius így írt róla:
„Nyolc évi ordináriussága alatt, mint legközelebbi munkatársa láttam sok vívódását, külső és belső harcát, amelyből igyekezett győzőként kikerülni. Rendkívül sok bölcsesség, okosság jellemezte a nagy tudás mellett. Tudta úgy intézni a dolgait, ahogy a közmondás mondja: Hogy a kecske is jóllakjon, de a káposzta is megmaradjon.”
Ilyen volt például a külföldre adott igazolások ügye. Az állam szigorúan megtiltotta hivatalos okiratok kiadását, külföldre küldését; az csak a román külügyminisztériumon keresztül volt lehetséges, ami azt jelentette, hogy évekig kellett várni egy-egy igazolásra. Ő ezt így oldotta meg: „vettem egy közönséges levelező lapot, amelyre rátettem a plébánia fejléc bélyegzőjét. A nyílt levelező lapra ráírtam: »A szükséges anyakönyvi adatok birtokában vagyunk, de igazolást csak a külügyminisztériumon keresztül küldhetünk«”, és aláírta. De ennyi igazolásnak éppen elégséges volt, viszont nem mondhatta senki, hogy ez igazolás.
Vagy, ha valaki olyan dolgot kért, amely nem volt éppen törvényes, vagy igaz, akkor azt mondta: ne tessék haragudni, mi mindent megteszünk, segítünk, de egy dolgot ne tessék tőlünk kérni, hogy hazudjunk, mert az nekünk nem áll jól. Ezt mindenki elfogadta, mert belátta, hogy a pap nem hazudhat.
A régi rendszerben, amikor nem lehetett tudni, hogy ki beépített embere az államnak és valami titkos dolgot akartak neki elmondani: csak neked, csak bizalmasan, ne mondd senkinek címszók alatt, azt mondta: „kérlek, ne mondd. Mert ha megkérdeznek, én nem mondhatom tiszta lelkiismerettel, hogy nem tudom. Hazudni pedig nem fogok. Ha valóban nem tudom, nyugodt vagyok.”
Nagyon kedvelte a humort, a vicceket. Rengeteget tudott és ha jókedve volt ömlött belőle, ahogy mondani szokták. Szerette az öregeket. Ordinárius korában is volt egy-két idős asszony, akikhez hetente többször is elment és vitt nekik tejet, kenyeret, természetesen csak krisztusi szeretetből. Életét egészen puritán körülmények között élte, mint egy nem egyszerű, hanem nagyon egyszerű és igénytelen falusi pap, pedig mindig csak városon szolgált. Ő maga főzött, mosott, takarított, vagy inkább mondható, hogy nem takarított magának.